# Дриоп
Дриоп (Дриопс, др.-греч. Δρύοψ «дубовидный») — персонаж древнегреческой мифологии. По одной версии, сын Сперхия и Полидоры (дочери Даная). По другой версии, сын Аполлона и Дии, дочери Ликаона (или сын Ликаона). По версии, возлюбленный Геракла
Царствовал в области Эты. Отец Дриопы. Родоначальник дриопов, живших у Парнаса. Святилище Дриопа было в Асине (Мессения). Аркадец Дриоп переселил дриопов с берегов Сперхея в Асину (Арголида).